# Mala santa
Mala santa es el álbum de estudio debut de la cantante estadounidense Becky G. fue lanzado el 18 de octubre de 2019 bajo el sello discográfico Sony Music Latin. El álbum ha vendido más de medio millón de copias en todo el mundo.

## Antecedentes y lanzamiento
En abril de 2016, en una entrevista con Teen Vogue, Becky G habló por primera vez sobre la posibilidad de lanzar un álbum. Sin embargo, no fue hasta 2019 que ella siguió adelante con el proyecto. El 22 de marzo de 2019, se informó que la cantante estaba trabajando en dos álbumes de estudio simultáneamente, uno para ser lanzado en inglés y el otro en español. A partir de marzo de 2019, no estaba claro si alguna de las canciones que había lanzado hasta este punto aparecería en un álbum futuro.
En julio de 2019, declaró que su álbum se lanzará a finales de ese año. El 8 de octubre de 2019, Becky G recurrió a las redes sociales para revelar la fecha de lanzamiento y la portada de su próximo álbum debut de estudio. El álbum estará disponible para pre-pedido el 11 de octubre de 2019. La lista de canciones se dio a conocer el 9 de octubre de 2019, a través de las redes sociales de la cantante. Originalmente se programó para ser lanzado el 17 de octubre de 2019, finalmente, se estrenó el día siguiente.

## Lista de canciones
| Mala santa |                                           | |                                                                     |          |  |
| N.º        | Título                                    | Escritor(es) | Director(es)                                                        | Duración |  |
| 1.         | «Mala santa»                              | Becky G, DJ Luian, Mambo, KingzEdgar, SemperPablo y Christian Fuentes | DJ Luian, Mambo Kingz y Hydro                                       | 2:54     |  |
| 2.         | «Dollar» (con Myke Towers)                | Becky G, DJ Luian, Mambo, Myke Towers y Mambo Kingz | DJ Luian, Mambo Kingz, Hydro y Dave Kutch                           | 3:24     |  |
| 3.         | «24/7»                                    | Becky G, X. Semper, E. Semper, Rodriquez, Patrick Ingunza, Fuentes, Campany, Luian, Jowny Boom Boom, Hector Enrique Ramos Carbia y Daniel Ignacio Rondon | DJ Luian, Mambo Kingz y Hydro                                       | 2:45     |  |
| 4.         | «Si si»                                   | |                                                                     | 3:00     |  |
| 5.         | «Vámonos» (con Sech)                      | Becky G, Joshua Mendez, Justin Quiles, Dímelo Flow y Carlos Morales | Dímelo Flow                                                         | 3:31     |  |
| 6.         | «Mejor así» (con Darell)                  | Becky G, X. Semper, E. Semper, Luian, Juan Manuel Frias, Edgar Barrera, Mangiamarchi y Darell | DJ Luian, Mambo Kingz y Hydro                                       | 2:53     |  |
| 7.         | «Peleas»                                  | Becky G, X. Semper, E. Semper, Luian, Yasmil Marrufo, Campany, Mario Caceres, Kyle Shearer y Ramos | DJ Luian, Mambo Kingz y Hydro                                       | 3:27     |  |
| 8.         | «No te pertenezco»                        | Becky G, X. Semper, E. Semper, Luian, Fuentes y Ramos | DJ Luian, Mambo Kingz y Hydro                                       | 3:37     |  |
| 9.         | «En mi contra»                            | Becky G, X. Semper, E. Semper, Luian, Wander M. Méndez Santos y Ramos | DJ Luian, Mambo Kingz y Hydro                                       | 2:23     |  |
| 10.        | «Me acostumbré» (con Mau & Ricky)         | Becky G, X. Semper, E. Semper, Luian, Ricky Montaner, Mau Montaner, Jon Leone, Barrera y Camilo Correa | Jon Leone, DJ Luian, Mambo Kingz y Hydro                            | 3:36     |  |
| 11.        | «Ni de ti ni de nadie»                    | Becky G, X. Semper, E. Semper, Luian, Ronny Jhoan Frias, Raeon Primus, Q Parker, Michael Sanchez, Michael Keith, Marvin Scandrick III, Kevin Lyttle, Julian Maya Yepes, Juan Manuel Frias, Juan Luis Cardona, Ramos, Daron Jones, Courtney Sills y Arnold Hennings | DJ Luian, Mambo Kingz y Hydro                                       | 3:01     |  |
| 12.        | «Subiendo» (con Dalex)                    | Becky G, X. Semper, E. Semper, Luian, Pedro Daleccio, Ramos y Freddy Ignacio Vargas | DJ Luian y Mambo Kingz                                              | 2:58     |  |
| 13.        | «Te superé» (con Zion & Lennox y Farruko) | Becky G, X. Semper, E. Semper, Luian, Fuentes, Jowny, Ramos, Carlos Reyes,Félix Ortiz y Gabriel Pizarro | DJ Luian, Mambo Kingz y Hydro                                       | 4:32     |  |
| 14.        | «Cuando te besé» (con Paulo Londra)       | Becky G, Paulo Londra, Jairo Bascope y Cristian Salazar | Ovy on the Drums y Jorge Fonseca                                    | 4:14     |  |
| 15.        | «Sin pijama» (con Natti Natasha)          | Becky G, Natti Natasha, Nate Campany, Kyle Shearer, Rafael Pina, Daddy Yankee, Gabriel Rivera, Ricky Montaner, Mau Montaner, Jon Leone y Camilo Echeverry | Daddy Yankee, Gaby Music, Mau & Ricky, Jon Leone y Camilo Echeverry | 3:09     |  |
| 16.        | «Mayores» (con Bad Bunny)                 | Bad Bunny, Servando Primera, Mario Caceres, Patrick Ingunza y Alexander Castillo | Jorge Fonseca                                                       | 3:23     |  |
| 52:49      |                                           | |                                                                     |          |  |

## Posicionamiento en listas
| Listas (2019-2020)                | Mejor posición |
| --------------------------------- | -------------- |
| España Streaming (PROMUSICAE)     | 8              |
| Estados Unidos (Billboard 200)    | 85             |
| Estados Unidos (Top Latin Albums) | 3              |
| Italia (FIMI)                     | 92             |

## Certificaciones
| País (organismo certificador) | Certificación | Unidades certificadas |
| ----------------------------- | ------------- | --------------------- |
| Brasil (Pro-Música Brasil)    | Platino       | 40 000                |
| Estados Unidos (RIAA)         | 7× Platino    | 420 000               |
| México (AMPROFON)             | Platino + Oro | 90 000                |